# Salles (Gironda)
Salles è un comune francese di 6 134 abitanti situato nel dipartimento della Gironda nella regione della Nuova Aquitania.
Situata nel sud del dipartimento, appartiene al parco neaturale regionale delle Landes de Gascogne.

## Società

### Evoluzione demografica
Abitanti censiti